# 読書ダム
読書ダム（よみかきダム）は、木曽川本川中流部、長野県木曽郡大桑村大字野尻に位置するダムである。関西電力株式会社の水力発電専用ダムで、読書発電所（最大出力11万9,000キロワット）の取水ダムとして機能する。
本項では、読書ダムの河川維持放流を利用して発電する大桑野尻発電所（おおくわのじりはつでんしょ、出力490キロワット）についても記述する。

## 建設の経緯
読書ダムの下流に位置する読書発電所は、大同電力によって1923年（大正12年）に竣工した水力発電所である。元来はダムを持たない水路式発電所であり、木曽川本川と支流阿寺川・柿其川から取水して最大4万2,100キロワットを発電していた。この読書発電所は日本発送電を経て1951年（昭和26年）に関西電力へ継承された。
発足後の関西電力では、使用水量が少なく豊富な木曽川の水量を活かしきれていない古い発電所の再開発に着手した。その第一号として山口発電所が完成（1957年）すると、早急に着手可能として次に読書発電所に関する再開発を始めることとなった。再開発の初期計画では、読書発電所の既設木曽川取水堰（高さ6メートル）を嵩上げして設備を増設するという水路式発電所増設計画が考案されたが、その後ダムを持つ調整池式発電所へと計画が改められた。こうして建設されたのが読書ダムであり、1958年（昭和33年）8月1日に着工、1960年（昭和35年）10月8日に湛水を開始した。
読書ダムは野尻駅近くにあった旧取水堰や阿寺川合流点よりも下流に位置する。ダム建設により読書発電所では導水路の一部が湛水区域にかかるため、ダム竣工後に発電を停止して読書ダムに取水口を付け替える工事を実施している。また読書ダムから取水するもう一つの発電所として、地下式の読書第二発電所が1960年11月16日に運転を開始した。発電所出力は7万キロワットである。
ダム完成後の1965年（昭和40年）6月1日付で読書第二発電所は読書発電所に統合された。その後、発電所出力が1998年（平成10年）2月に2,300キロワット、2004年（平成16年）3月に2,700キロワット、2014年（平成26年）8月には1,900キロワット、と順次引き上げられた。従って読書発電所の発電所出力は11万9,000キロワットとなっている。

## ダムの構造

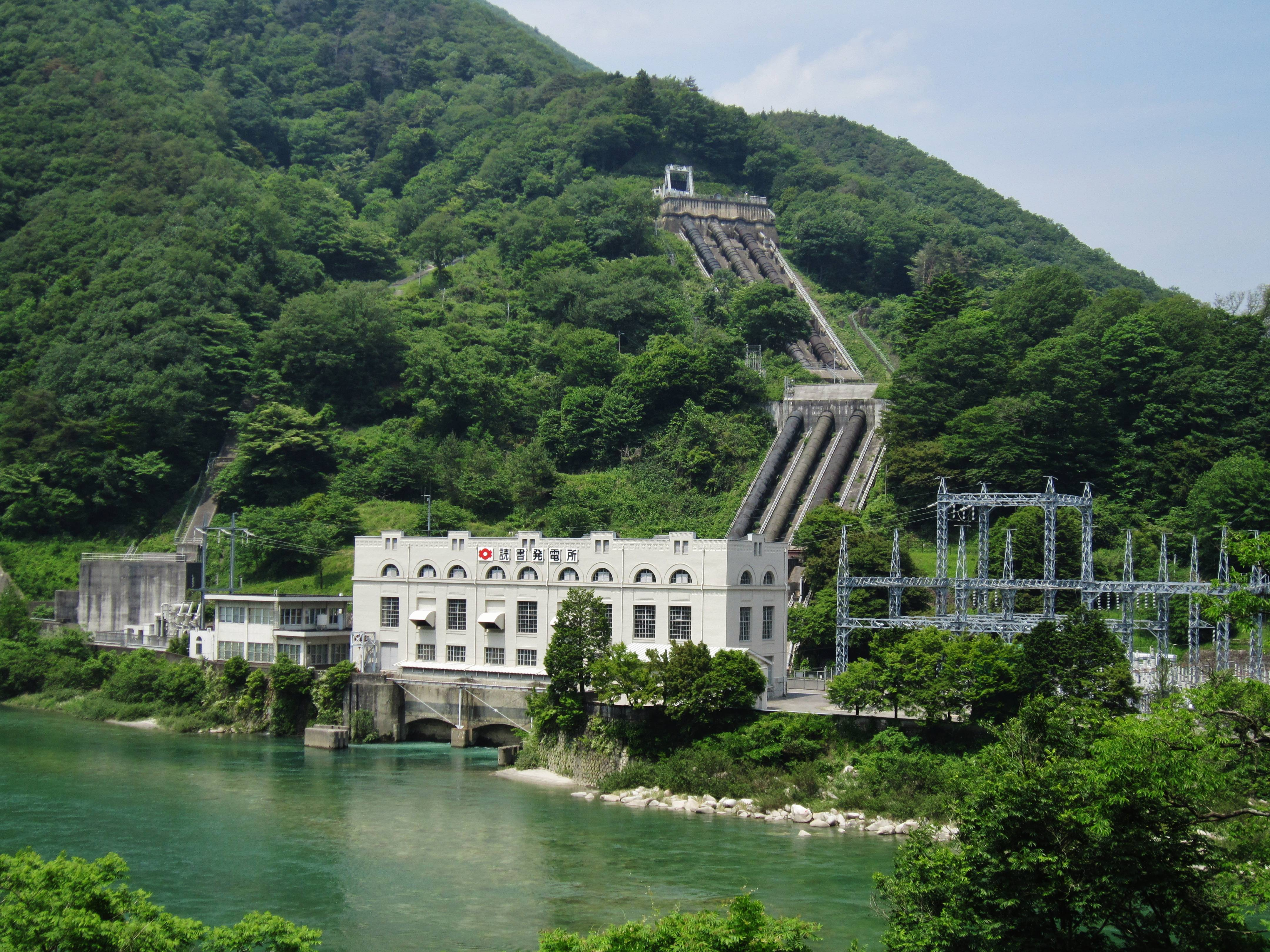
読書ダムから取水する読書発電所

読書ダムの形式は、越流型・直線重力式コンクリートダムである。堤体は越流部・非越流部・止水壁部分の3つに分かれており、基礎岩盤上高さ（堤高）は順に36.0メートル・32.1メートル・28.6メートル、長さ（堤頂長）は順に68.0メートル・87.0メートル・138.8メートル（合計293.8メートル）となっている。堤体積は7万6,140立方メートル。
越流部に並ぶゲートはいずれもラジアルゲートで5門あり、そのうち4門は高さ13.0メートル・幅10.0メートルの洪水吐き、残り1門は決寫板（けっしゃばん）が付属する高さ14.0メートル・幅10.0メートルの流芥ゲート兼用洪水吐き。ほかにも流芥用の決寫板が1門取り付けられている。
ダムによって形成される調整池は湛水面積51ヘクタール・総貯水容量435.8万立方メートルで、うち利用水深7.0メートル以内の有効貯水容量は267.7万立方メートルとなっている（数値は2008年3月時点）。なお建設時（1960年）の調整池容量は総貯水容量431万7,000立方メートル・有効貯水容量261万7,000立方メートルであった。
読書発電所取水口はダムの右岸側に設置されている。取水口はダム側の第一取水口と上流側の第二取水口の2つに分かれており、前者は地上式の旧発電所へ、後者は地下式発電所（旧読書第二発電所）につながる。

## 大桑野尻発電所
1990年（平成2年）7月より、読書ダムでは2.7立方メートル毎秒（冬季＝12月 - 3月は2.0立方メートル毎秒）の河川維持放流が開始された。放流は5門あるゲートのうち1門をわずかに開く形で行われていた。この河川維持放流を利用すべく、関西電力は2010年（平成22年）11月から大桑野尻発電所の建設工事を始めた。関西電力社内においては10年ぶりの新規水力開発であり、なおかつ河川維持放流を利用する発電所の第一号となるものである。運転開始は翌2011年（平成23年）6月30日付。最大使用水量2.82立方メートル毎秒・有効落差22.50メートルにて発電所出力490キロワットで運転されている。
読書ダム右岸には読書発電所取水口があるため、大桑野尻発電所は反対の左岸側に位置する。ダム非越流部天端を乗り越えるサイフォン式取水設備で取水したのち約69メートルの水路によりダム直下へ導水し、ダム直下の護岸付近に設置の水中タービン発電機（水車形式：立軸プロペラ水車）を稼働させる。